# Hennes melodi
Hennes melodi är en svensk dramafilm från 1940 i regi av Thor Brooks.

## Handling
Sonja och Curt träffas i en taxi. Båda tror att den andra är rik och tillhör överklassen. De går ut med varandra, men eftersom ingen av dem vill avslöja vem de egentligen är trasslar de in sig mer och mer i sina egna lögner.

## Om filmen
Filmen premiärvisades den 16 september 1940 på biograf Saga i Stockholm. Den spelades in vid Europa Studio i Sundbyberg med exteriörer från Ekebyhof på Ekerö och Stockholm av Harald Berglund. 
Hennes melodi har visats i SVT, bland annat 1988 och 1996.

## Roller i urval
- Sonja Wigert – Sonja Larsen, mannekäng på Wicanders varuhus
- Sture Lagerwall – Curt Strange, kapellmästare på Restaurang Delmonico
- Margit Manstad – Gloria, pianist
- Håkan Westergren – Wicander jr
- Hilda Borgström – Sonjas mormor
- Marianne Aminoff – Kajsa Karlsson, biträde på parfymavdelningen
- Gösta Cederlund – farbror Berglund
- Dagmar Ebbesen – generalkonsulinnan Lindenstjärna
- Stig Järrel – Pelle Söderström
- Georg Funkquist – avdelningschefen på Wicanders
- Torsten Winge – generalkonsul Lindenstjärna
- Pierre Colliander – Urban, "Ubbe", saxofonist i Curt Stranges orkester
- Eivor Engelbrektsson – Inga Lindenstjärna, generalkonsulparets dotter
- Hilde Majfeldt – Inga, Sonjas påkläderska
- Wiktor "Kulörten" Andersson – Alexander, Lindenstjärnas chaufför

## Musik i filmen
- "Ritz", kompositör Nathan Görling, instrumental
- "Mannequine Parisienne", kompositör Erik Baumann, instrumental
- "Lullabye", kompositör Nathan Görling, instrumental
- "Den glade saxofonisten", kompositör Nathan Görling, framförs på saxofon och piano
- "Delmonico", kompositör Nathan Görling och Zilas Görling, instrumental
- "När ljungen blommar", kompositör Maj Lundén och A. Zackrisson, instrumental
- "Anita", kompositör Nathan Görling, instrumental
- "Sunset", kompositör Zilas Görling och Nathan Görling, instrumental
- "Moonlight", kompositör Nathan Görling och Zilas Görling, instrumental
- "Chérie", kompositör Erik Baumann, instrumental
- "Cocktailparty", kompositör Nathan Görling, instrumental
- "Hälsning från Wien", kompositör Erik Baumann, instrumental
- "Hennes melodi", kompositör Kai Gullmar, text Leander, sång Sonja Wigert och Sven Arefeldt som dubbar Sture Lagerwall
- "Nocturno", kompositör Erik Baumann, instrumental
- "Fantasi-impromptu, piano, op. 66, ciss-moll", kompositör Frédéric Chopin, framförs på piano av Nathan Görling som dubbar Sture Lagerwall
- "På skidor", kompositör Erik Baumann, instrumental
- "Humoristiskt scherzo", kompositör Nathan Görling, instrumental
- "Ode till havet", kompositör Erik Baumann, instrumental
- "Rumba", kompositör Nathan Görling, instrumental
- "I Love You", kompositör Nathan Görling, instrumental
- "Stormscen", kompositör Erik Baumann, instrumental
- "Allegro impetuoso", kompositör Francis Salabert, instrumental
- "Nordisk natt", kompositör Erik Baumann, instrumental
- "Coda", kompositör Nathan Görling, instrumental